# De Havilland Dove
O De Havilland DH-104 Dove é um avião de transporte a pistão da empresa De Havilland.

## Variantes
| Variante                                                          | Característica | Notas                 |
| ----------------------------------------------------------------- | --- | --------------------- |
| Dove 1                                                            | Aeronave de transporte leve, assentos para até 11 passageiros. Motorizado com dois motores a pistão De Havilland Gipsy Queen 70-4 de 340 cavalos-vapor (250 quilowatts) | [ nota 2 ] [ nota 3 ] |
| Subvariante                                                       | Característica | Notas                 |
| Dove 1B                                                           | Dove Mk 1 equipado com motores Gipsy Queen 70-2 de 380 cavalos-vapor (279 quilowatts) | [ nota 3 ]            |
| Variante                                                          | Característica | Notas                 |
| Dove 2                                                            | Versão de transporte executivo, assentos para seis passageiros e equipado com motores Gipsy Queen 70-4 de 340 cavalos-vapor (250 quilowatts) | [ nota 3 ]            |
| Subvariante                                                       | Característica | Notas                 |
| Dove 2B                                                           | Versão do Mk 2 com motores Gipsy Queen 70-2 de 380 cavalos-vapor (279 quilowatts) | [ nota 3 ]            |
| Variante                                                          | Característica | Notas                 |
| Dove 3                                                            | Versão proposta para vigilância, não construída. | [ nota 3 ]            |
| Dove 4                                                            | Versão militar de transporte e comunicações | [ nota 3 ]            |
| Subvariante                                                       | Característica | Notas                 |
| Devon C Mk 1                                                      | Versão de comunicação e transporte para a Real Força Aérea | [ nota 4 ]            |
| Devon C Mk 2                                                      | Versão re-motorizada do Devon C Mk 1 da RAF | [ nota 4 ]            |
| Sea Devon C Mk 20                                                 | Versão de comunicação e transporte para a Marinha Real | [ nota 4 ]            |
| Variante                                                          | Característica | Notas                 |
| Dove 5                                                            | Versão com motores mais potentes Gipsy Queen 70-2 de 380 cavalos-vapor (279 quilowatts) | [ nota 5 ] [ nota 3 ] |
| Dove 6                                                            | Versão atualizada do Dove 2 executivo com motores Gipsy Queen 70-2 de 380 cavalos-vapor (279 quilowatts) | [ nota 3 ] [ nota 5 ] |
| Subvariante                                                       | Característica | Notas                 |
| Dove 6B                                                           | Estressado para operações com peso máximo de 3 856 quilogramas (8 500 libras) | [ nota 3 ]            |
| Variante                                                          | Característica | Notas                 |
| Dove 7                                                            | Versão atualizada do Dove 1 com motores mais potentes Gipsy Queen 70-3 de 400 cavalos-vapor (294 quilowatts) | [ nota 3 ]            |
| Dove 8                                                            | Versão atualizada do Dove 2 com motores mais potentes Gipsy Queen 70-3 de 400 cavalos-vapor (294 quilowatts) | [ nota 3 ]            |
| Subvariante                                                       | Característica | Notas                 |
| Dove 8A                                                           | Versão do Dove 8 para o mercado dos Estados Unidos com cinco assentos | [ nota 3 ]            |
| Variante                                                          | Característica | Notas                 |
| Dove Custom 800                                                   | Versão customizado do Dove feita pela Horton e Horton de Fort Worth, Texas. Normalmente equipado com anteparos removíveis e vários interiores diferentes incluindo opções orientadas para frotas | [ nota 6 ]            |
| Carstedt Jet Liner 600                                            | Conversões do Dove realizadas pela Carstedt Inc. de Long Beach, California, USA. A aeronave era equipada com dois turboélices Garrett AiResearch TPE331. A fuselagem foi alongada em 45,7 centímetros (18,0 polegadas) para acomodar 18 passageiros | [ 3 ] [ nota 7 ]      |
| Riley Turbo Executive 400 / Riley Turbo-Exec 400 / Riley Dove 400 | Conversões do Dove realizadas pela Riley Aeronautics Corp nos Estados Unidos. A aeronave era equipada com um motor a pistão Lycoming IO 720A1A de 400 cavalos-vapor (294 quilowatts). Algumas conversões da Riley possuíam a cauda com uma aleta vertical e leme mais altos. Durante o final dos anos de 1960 a Riley Aeronautics localizada em um aeroporto executivo em Fort Lauderdale, Florida, realizava trabalhos de remontagem de interior dos De Havilland Dove e Heron. |                       |

## Operadores
| África do Sul - Comair (África do Sul) operou dois - South African Airways Alemanha - LTU Austrália - Airlines of Western Australia - Bay of Plenty Airlines - MacRobertson Miller Airlines - Mandated Airlines - Northern Territory Medical Service - Royal Flying Doctor Service - Southern Airlines Bahrein - Gulf Aviation Bélgica - BIAS - SABENA Birmânia - Union of Burma Airways Chile - LAN-Chile Estados Unidos - Air Wisconsin - Apache Airlines - Catalina Airlines - Golden Isles Airlines - Gulf Coast Airways - Illini Airlines - Midwest Air Charter - National Test Pilot School - Statewide Airlines - Superior Airlines - TAG Airlines Gâmbia - West African Airways Corporation Gana - West African Airways Corporation Índia - Airways (India) Limited - Indian National Airways - Governo de Madras Iraque - Iraq Petroleum Company Japão - Nippon Helicopter and Aeroplane - Far West Airlines Nigéria - West African Airways Corporation Portugal - SATA - Sociedade Açoreana de Transportes Aéreos Angola portuguesa - AERANGOL - Aeronaves de Angola - ETASA - Empresa de Transportes Aéreos do Sul de Angola - SATAL - Sociedade Anónima de Transportes Aéreos Cabo Verde português - ACCV - Aero Clube de Cabo Verde - TACV - Transportes Aéreos de Cabo Verde Moçambique português - DETA - Divisão e Exploração de Transportes Aéreos Timor-Leste português - TAT - Transportes Aéreos de Timor Quênia - East African Airways Reino Unido - Airviews Ltd - BOAC (para treino e comunicações) - Bristow Helicopters - British Midland - British Westpoint Airlines - Channel Airways (serviços programados) - Dan-Air (serviços programados) - Hunting-Clan Air Transport - Macedonian Aviation - Melba Airways - Morton Air Services - Olley Air Services - Silver City Airways - CAA Flying Unit Rodésia do Sul - Central African Airways Serra Leoa - West African Airways Corporation Sudão - Sudan Airways Tanganica - East African Airways Uganda - East African Airways Zanzibar - East African Airways | África do Sul - Força Aérea da África do Sul - Esquadrão N.° 28 Argentina - Força Aérea Argentina - Guarda Costeira Argentina - Polícia Federal Argentina Congo Belga - Force Publique Biafra - Ala Aérea do Exército de Biafra Brasil Ceilão - Força Aérea Real do Ceilão - seis séries 5 enviados entre 1955 e 1958 Egito - Força Aérea do Egito - seis séries 1 enviados entre 1947 e 1948 Etiópia - Força Aérea Imperial Etíope Irlanda - Corpo Aéreo Irlandês Iugoslávia - Força Aérea Iugoslava Índia - Força Aérea Indiana - Braço Aéreo Naval Indiano Iraque - Força Aérea Real do Iraque Jordânia - Força Aérea Real Jordaniana Katanga - Force Aérienne Katangaise Kuwait - Força Aérea do Kuwait Líbano - Força Aérea Libanesa Malásia - Força Aérea Real da Malásia Nova Zelândia - Força Aérea Real da Nova Zelândia - Esquadrão N.° 42 da RNZAF Paquistão - Força Aérea do Paquistão - Esquadrão N.° 12 Paraguai - Força Aérea do Paraguai Reino do Laos[carece de fontes?] Reino Unido - Aeroplane and Armament Experimental Establishment - Empire Test Pilots' School - Royal Aircraft Establishment - Força Aérea Real - Esquadrão N.° 21 da RAF - Esquadrão N.° 26 da RAF - Esquadrão N.° 31 da RAF - Esquadrão N.° 32 da RAF - Esquadrão N.° 60 da RAF - Esquadrão N.° 207 da RAF - Bomber Command Communications Squadron - Coastal Command Communication Squadron - Maintenance Command Communications Squadron - Metropolitan Communications Squadron - Northern Communications Squadron - Queen's Flight - Southern Communications Squadron - Technical Training Command Communications Flight - Western Communications Squadron - Royal Radar Establishment - Fleet Air Arm - Esquadrão Aeronaval N.° 781 Suécia - Força Aérea da Suécia Venezuela - Força Aérea Venezuelana |